# Róbert Gunnarsson
Pour les articles homonymes, voir Gunnarsson.
Róbert Gunnarsson, né le 22 mai 1980 à Reykjavik, est un joueur islandais de handball. Il mesure 1,91 m et pèse environ 100 kg. International en équipe d'Islande, il a remporté la médaille d'argent aux Jeux olympiques de 2008 à Pékin et le bronze au Championnat d'Europe 2010 en Autriche avec sa sélection.
En 2012, après avoir notamment joué pendant 7 saisons en Allemagne, il rejoint le Paris Saint-Germain Handball, sa signature étant actée avant l'arrivée des investisseurs qatariens. Il y remporte en quatre saisons trois championnats de France et deux Coupes de France avant de terminer sa carrière au Danemark en 2018 à l'Aarhus GF.

## Palmarès

### En équipe nationale
- Jeux olympiques[3]
  -  Médaille d'argent aux Jeux olympiques de 2008 à Pékin,  Chine
  - 5e place aux Jeux olympiques de 2012 à Londres,  Royaume-Uni
  - 9e place aux Jeux olympiques de 2004 à Athènes,  Grèce
- Championnat d'Europe
  -  Médaille de bronze du Championnats d'Europe en Autriche en 2010

### En club
Compétitions internationales
- Vainqueur de la Coupe EHF (1) : 2009
- Vainqueur de la Coupe des coupes (1) : 2010
- Demi-finaliste de la Ligue des champions en 2011 et 2016

Compétitions nationales
- Vainqueur du Championnat de France (3) : 2013, 2015 , 2016
- Vainqueur de la Coupe de France (2) : 2014, 2015
  - Finaliste de la Coupe de France en 2013
- Vainqueur du Trophée des champions (2) : 2014-15, 2015-16
- Finaliste de la Coupe d'Allemagne en 2009

### Distinctions individuelles
- élu meilleur handballeur de l'année au Danemark en 2005[4]

## Galerie

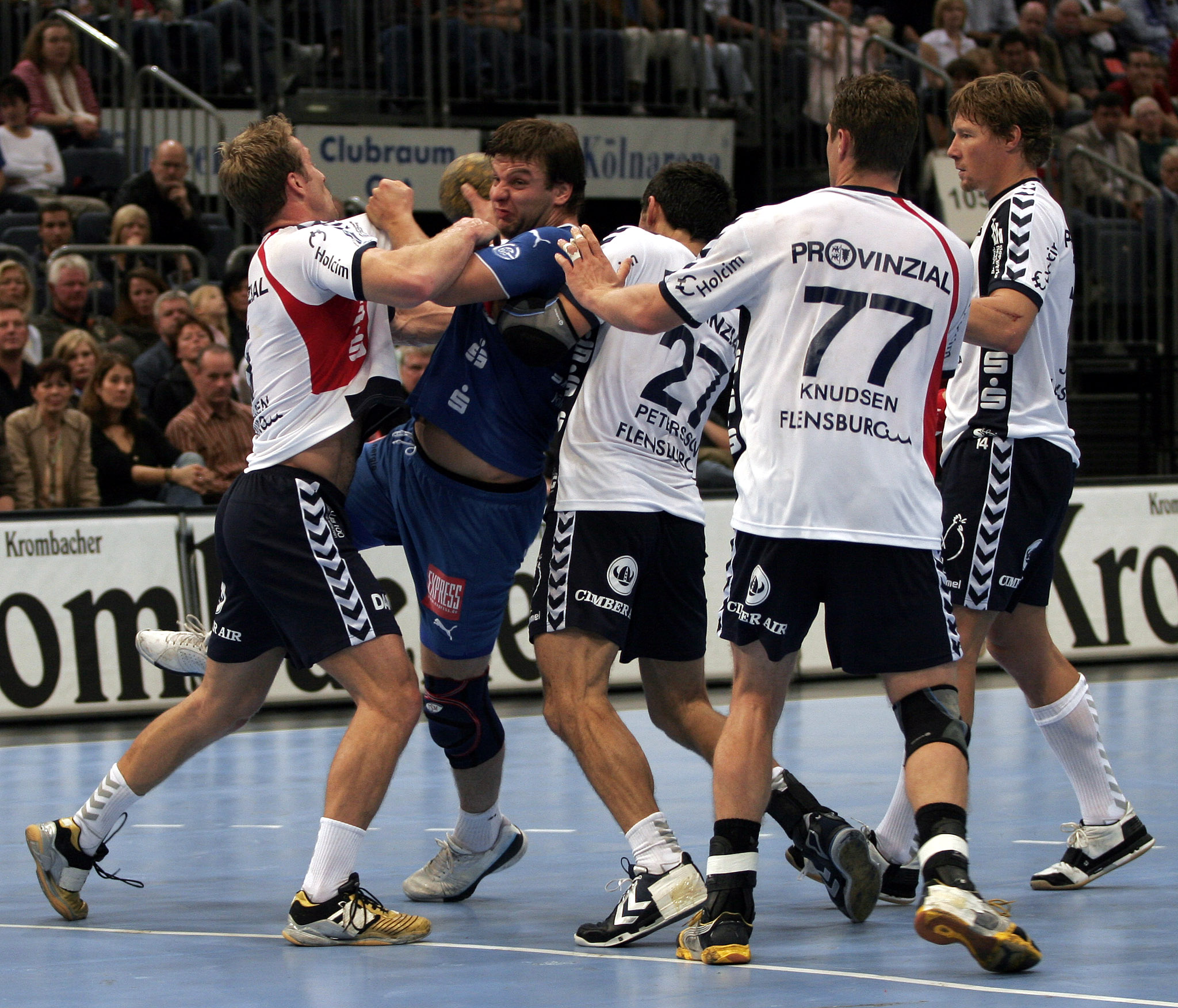
Avec Gummersbach en 2007
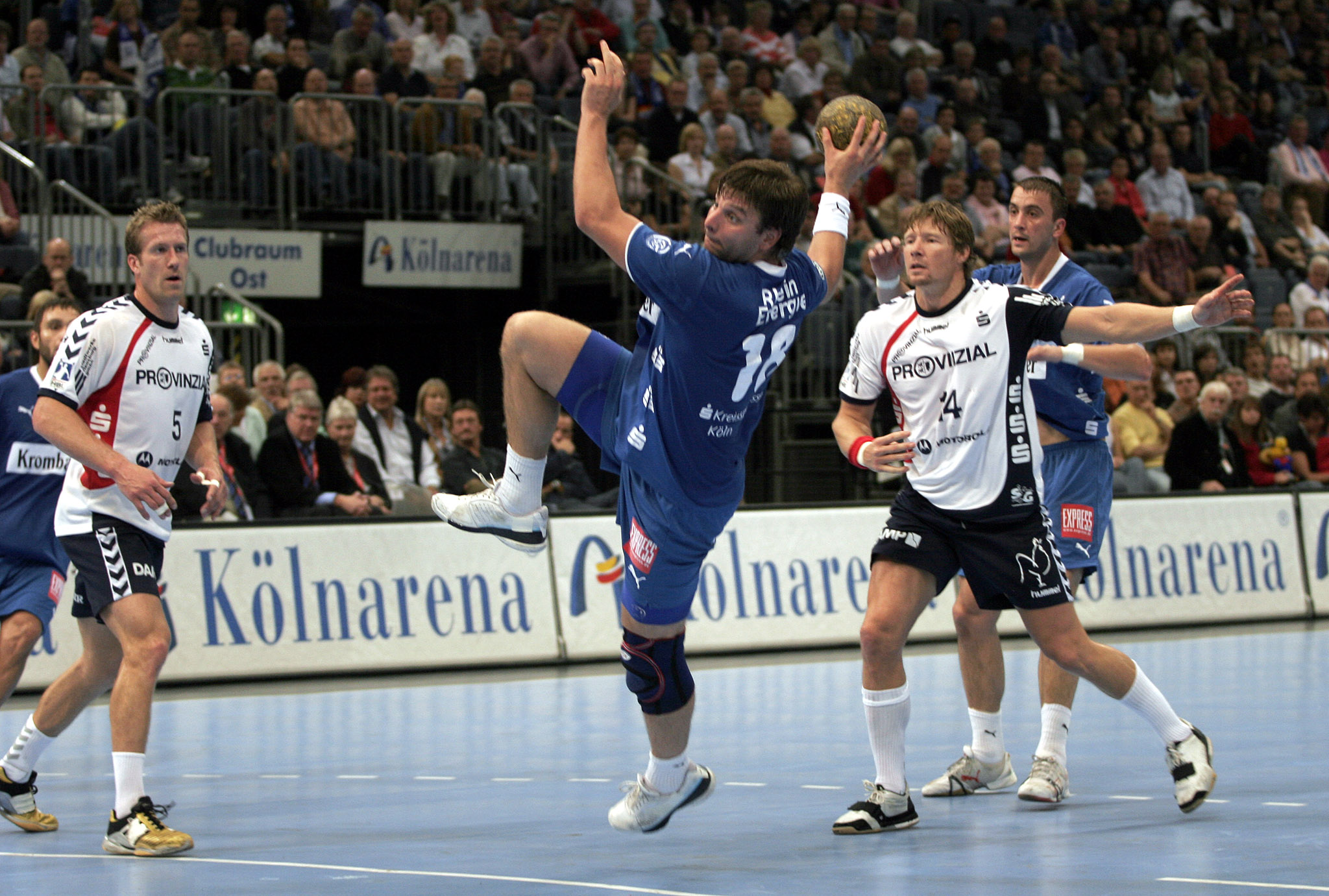
...
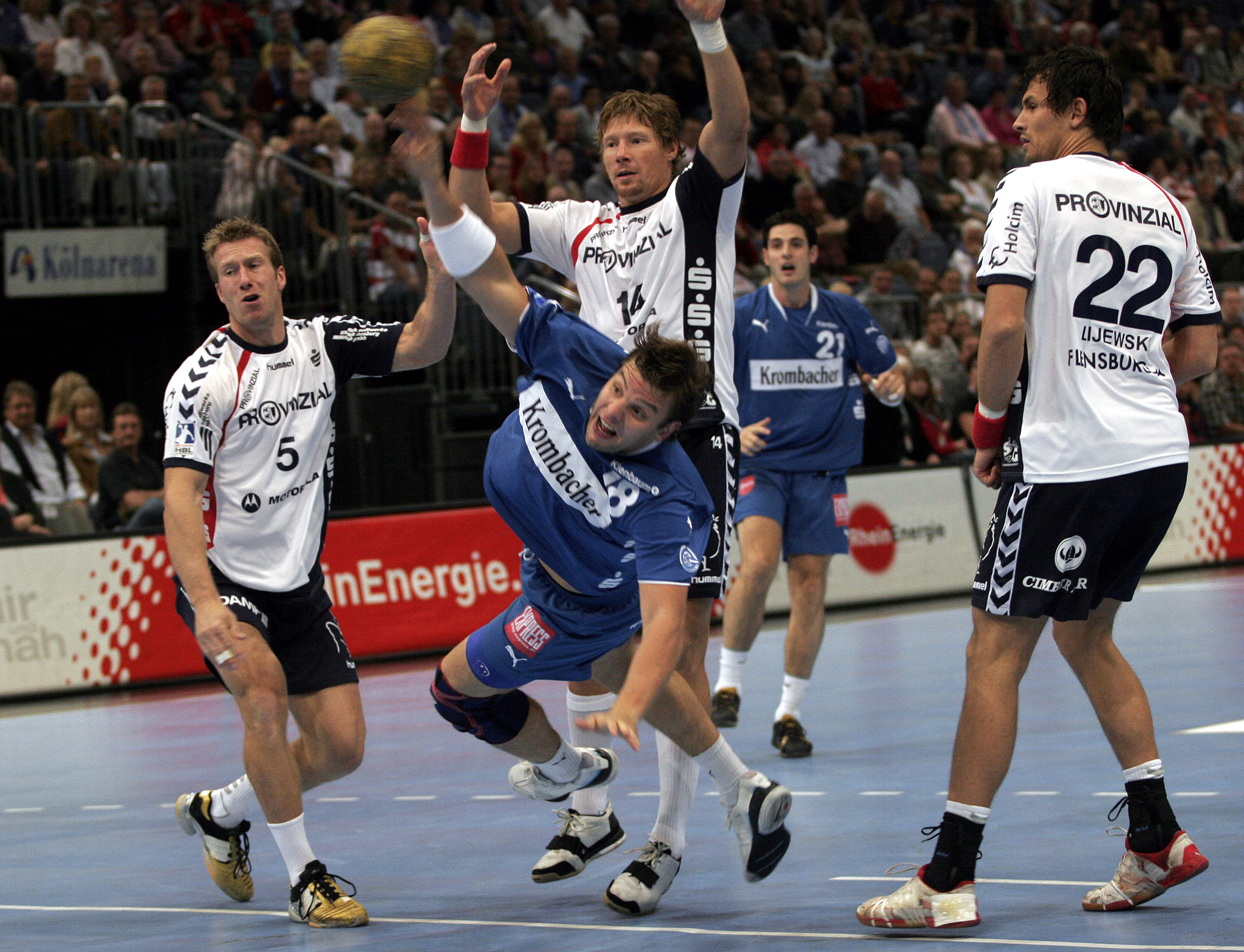
...
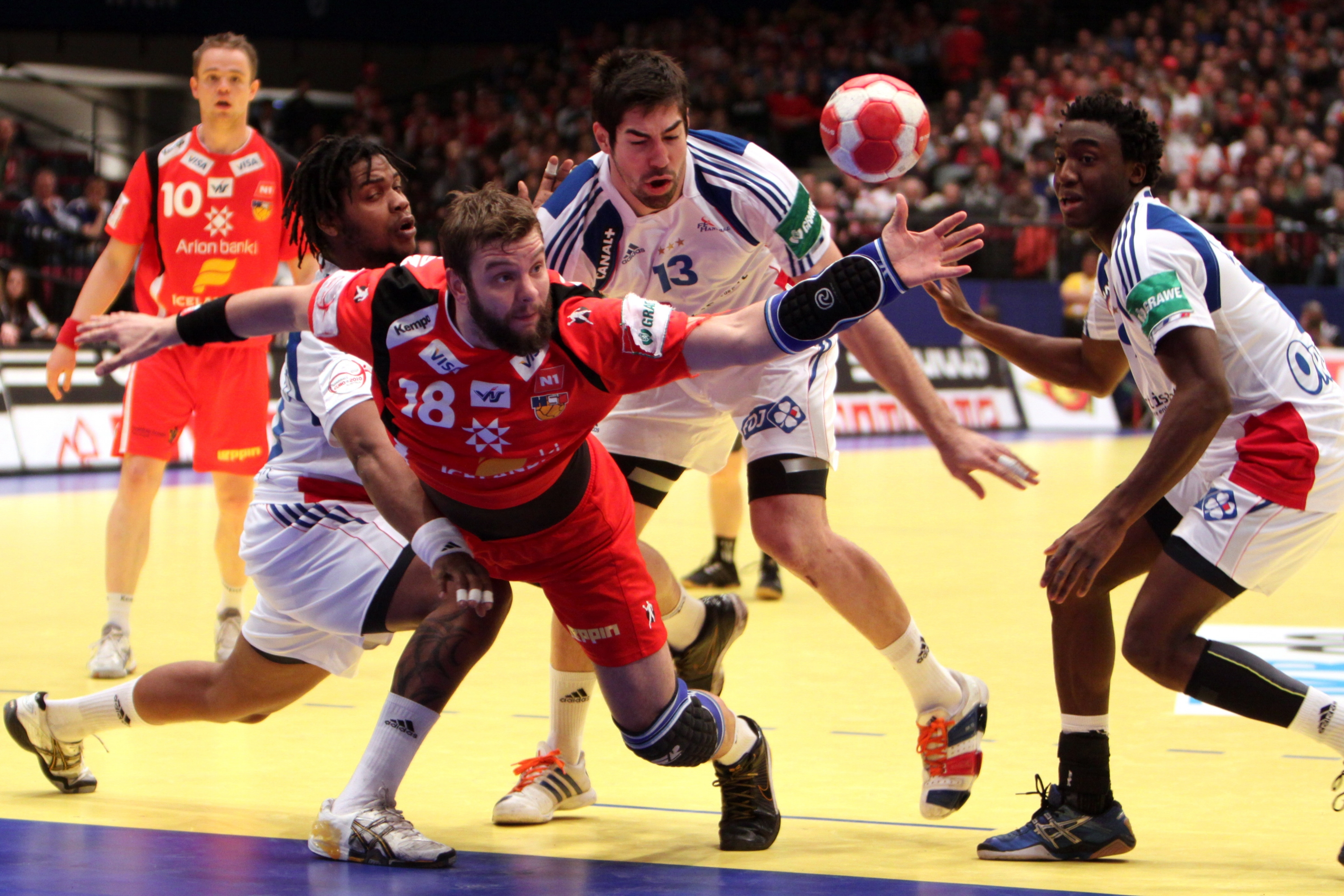
Face à l'équipe de France en 2010
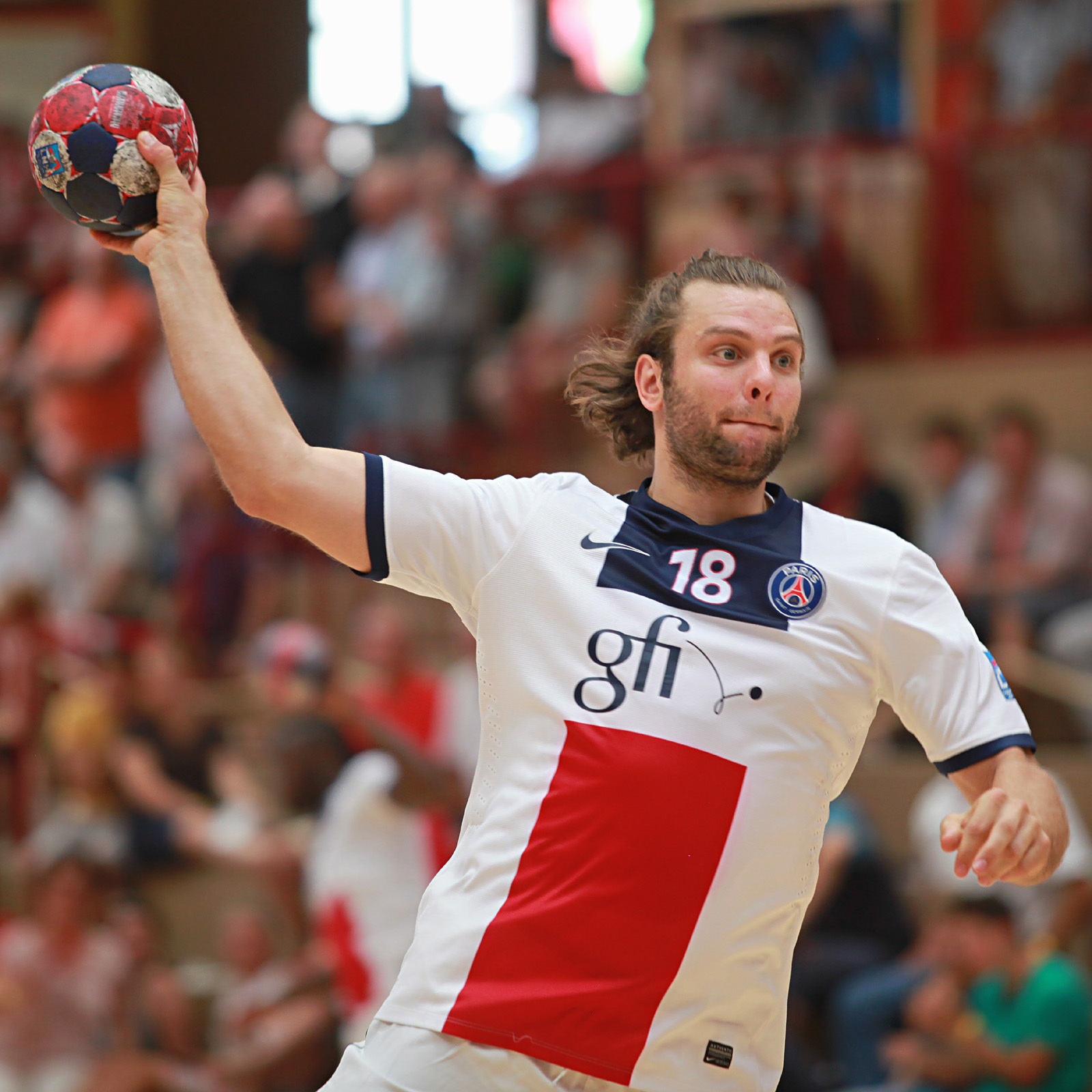
Avec le Paris SG en 2013

Róbert Gunnarsson ou le dur métier de pivot (en 2008)
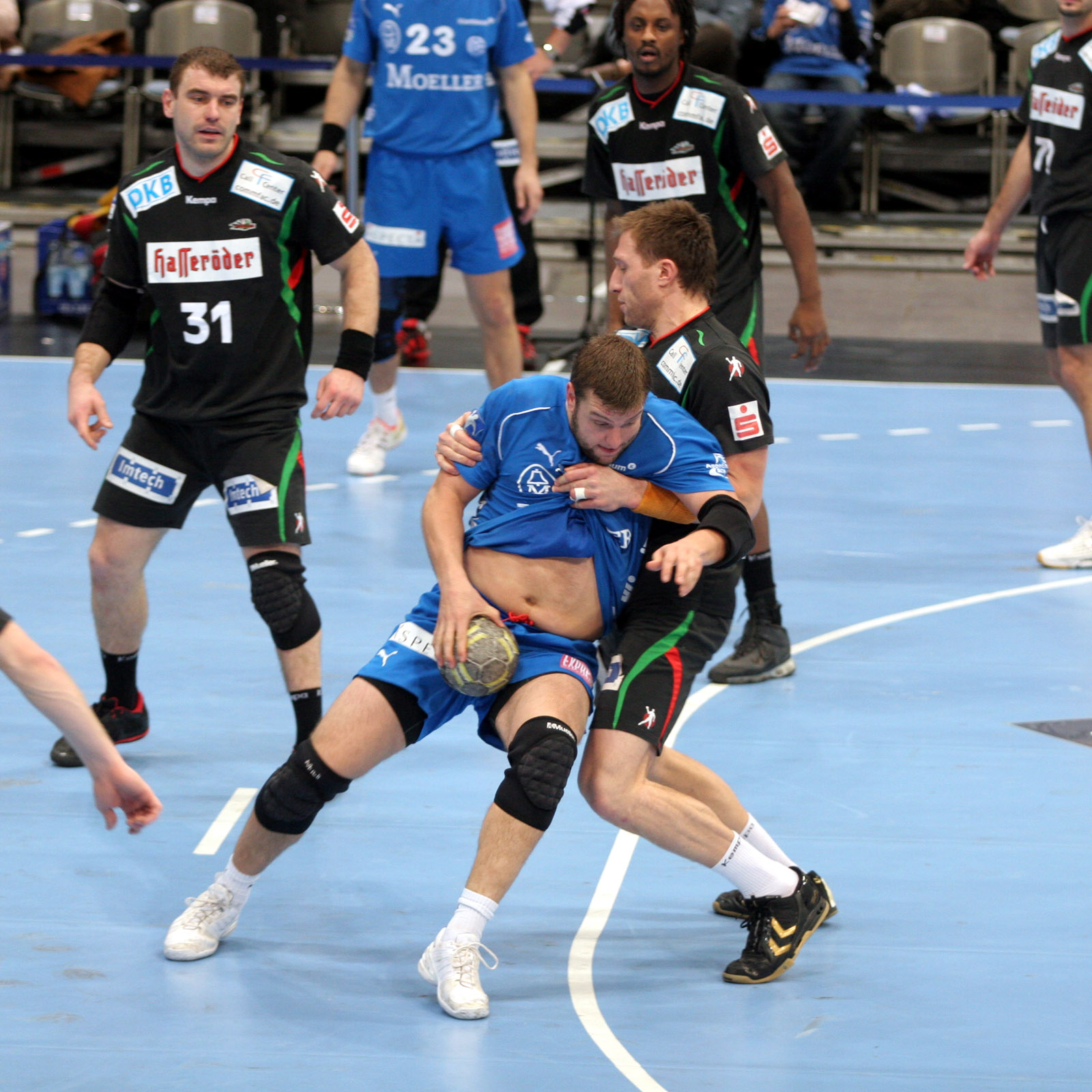
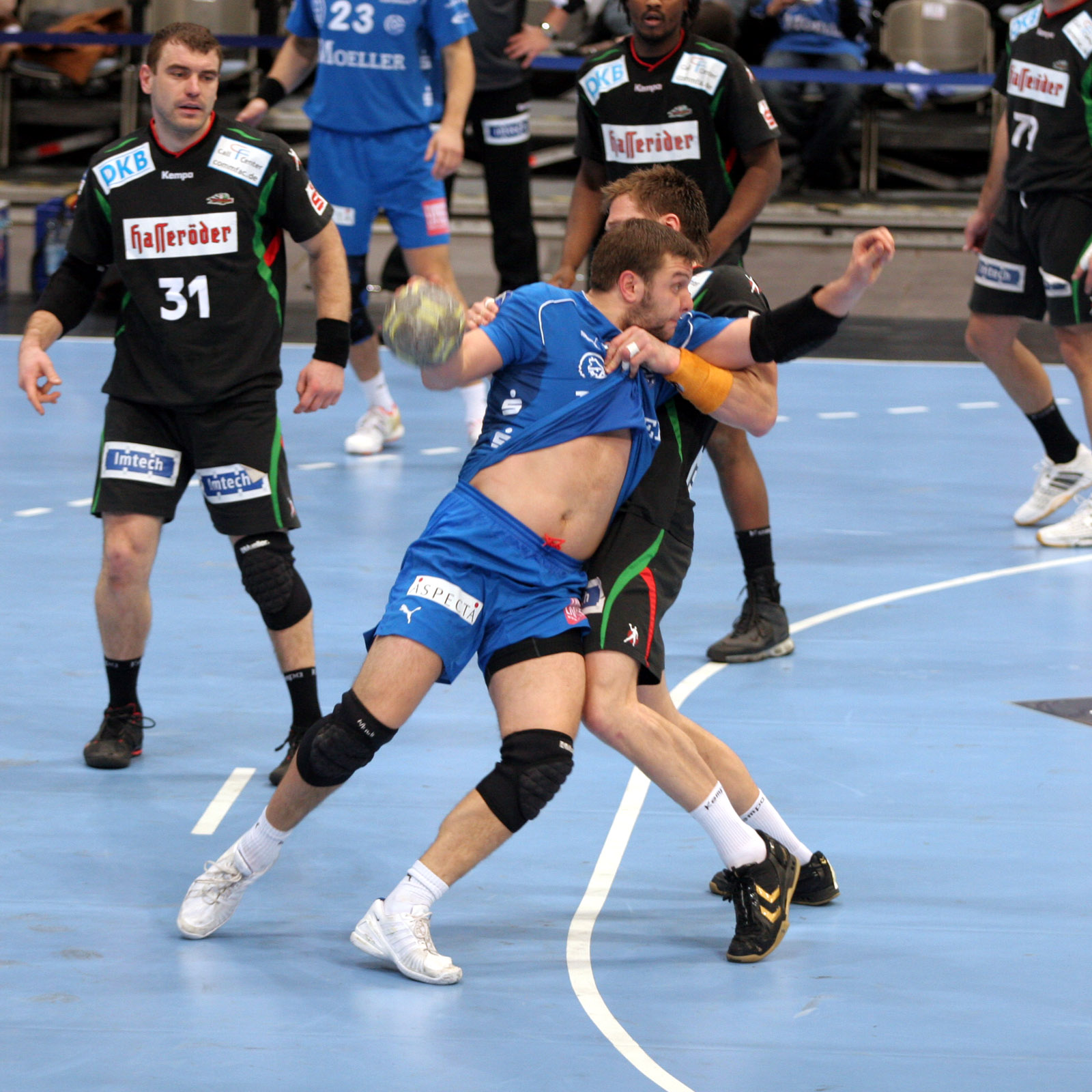
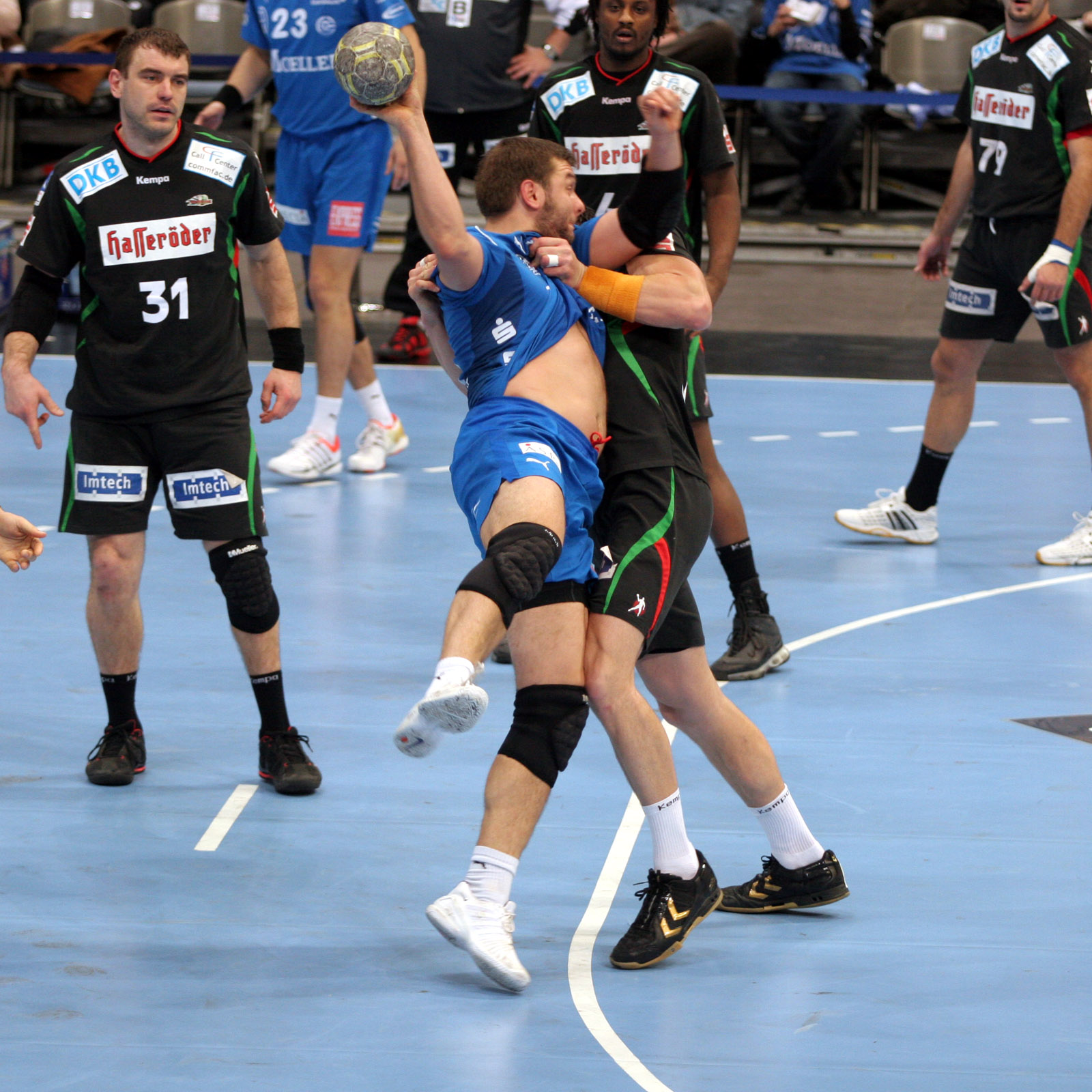
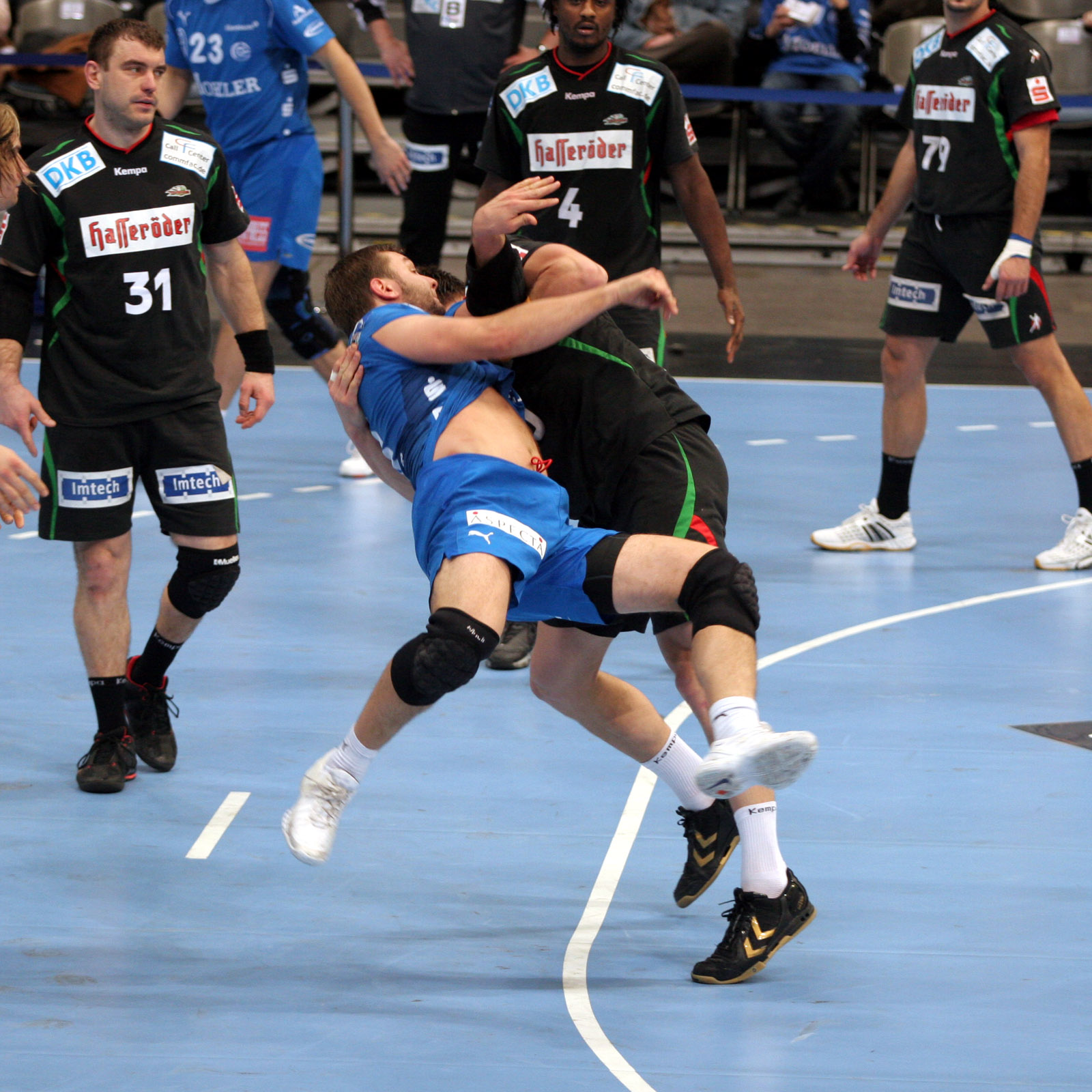
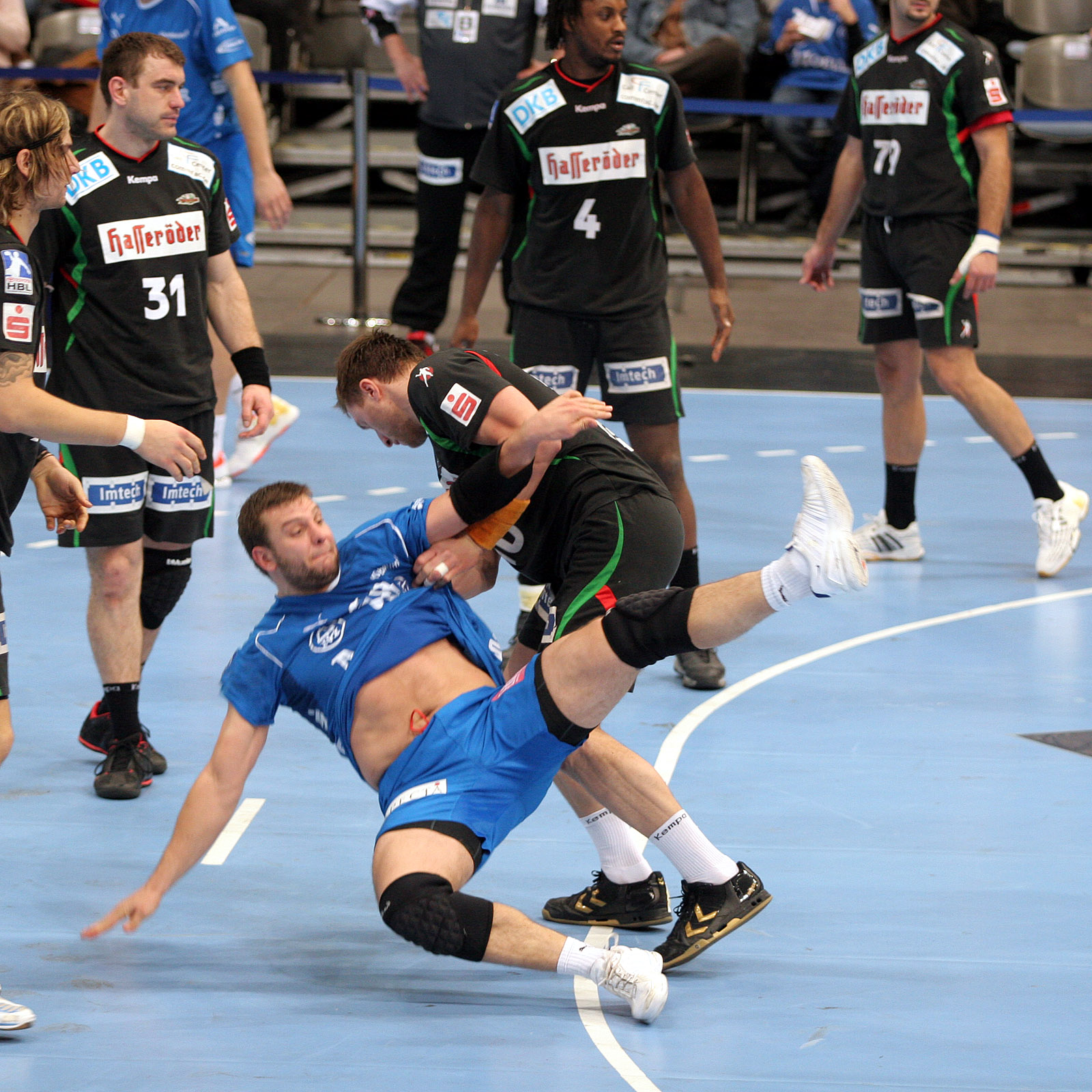
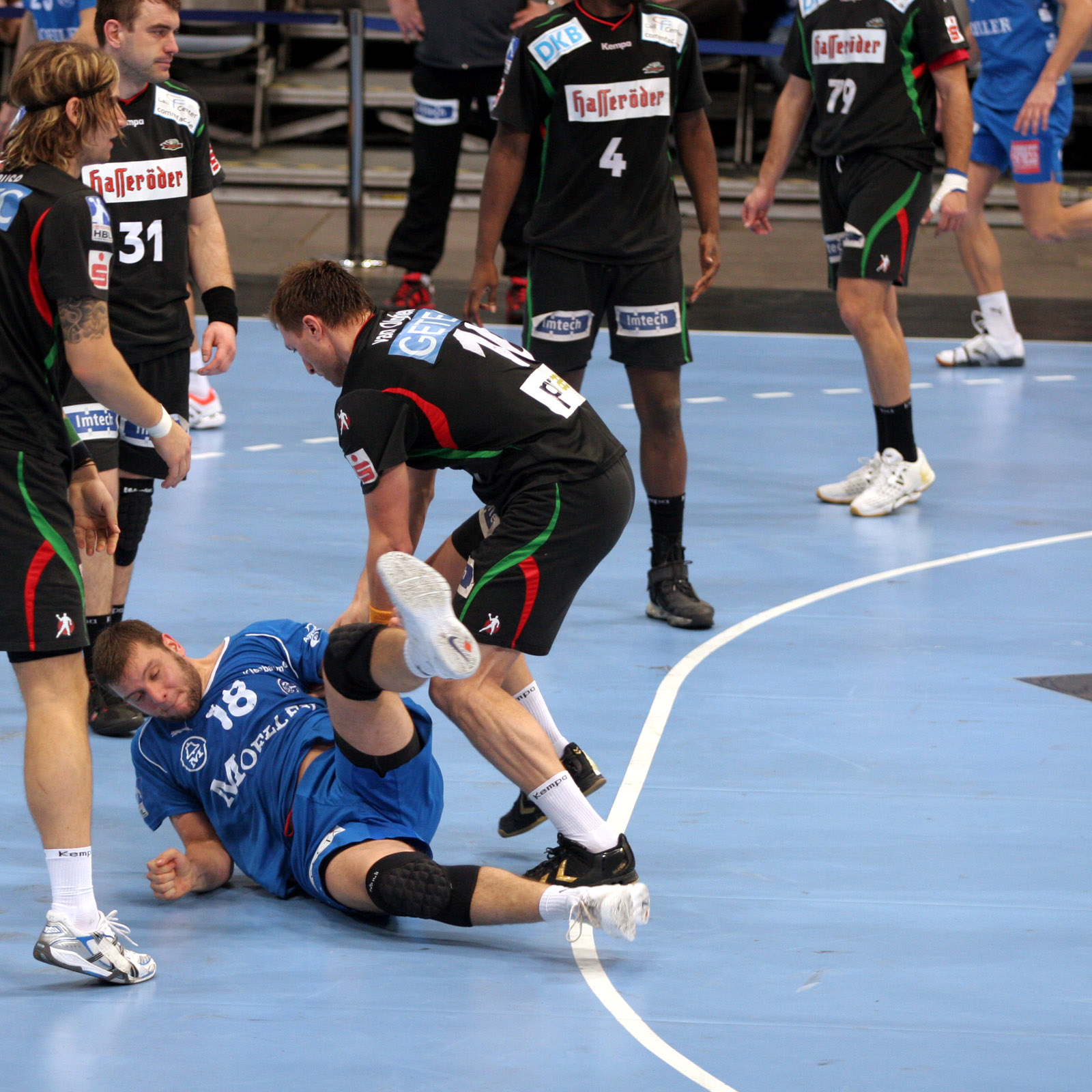